# Mathena-Vorstadt

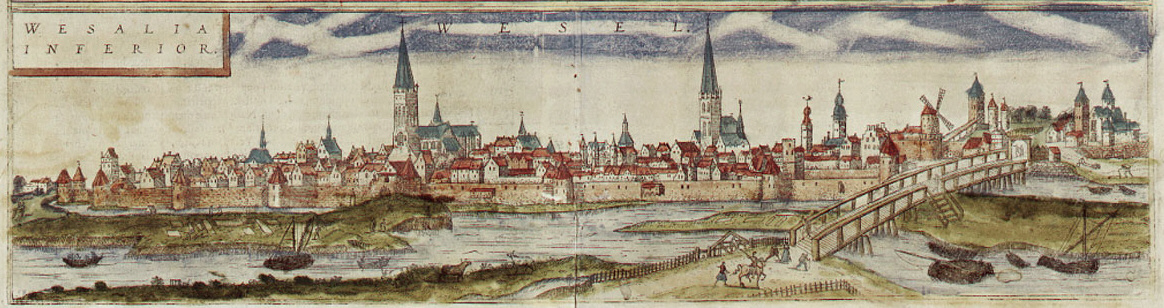
Wesel im 16. Jh. mit heutigem Dom (links) und Mathena-Kirche (rechts)

Die Mathena-Vorstadt entstand im Spätmittelalter östlich der Altstadtmauern von Wesel am Niederrhein. Nach der Entfernung der trennenden Mauern verwuchs sie vollständig mit der Altstadt und ist heute Teil des städtischen Zentrums.

## Lage
Die mittelalterliche Altstadt lag im westlichen Teil des heutigen Stadtkerns und umfasste unter anderem den Willibrordi-Dom und den Kornmarkt. Der nördliche Teil der Kreuzstraße und die Korbmacherstraße zeichnen ungefähr die Trennlinie zwischen Altstadt und Mathena-Vorstadt nach. Ein wichtiger Zugang zwischen beiden Teilen der Stadt war das Viehtor, welches einem Abschnitt der heutigen Fußgängerzone seinen Namen gegeben hat. Von der Altstadt aus kommend lag die Mathenakirche als wichtigstes Bauwerk der Vorstadt bereits knapp hinter dem Tor. An der Stelle der Kirche steht inzwischen ein großes Kaufhaus, die davor liegende Straßenkreuzung wird jedoch weiterhin als „Mathenakreuz“ bezeichnet. Die Hauptachse der Mathena-Vorstadt war die heutige Hohe Straße, die ebenfalls ein Abschnitt der Fußgängerzone geworden ist. Insgesamt umschloss sie einen etwa ebenso großen ummauerten Bereich wie die Altstadt.
Die ÖPNV-Haltestelle Mathenakreuz, die vor der einstigen Mathenakirche liegt, ist bedingt durch ihre Lage inmitten des Geschäftszentrums im Nahverkehrsplan als zentrale Haltestelle der Innenstadt vermerkt.

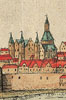
Viehtor 1582

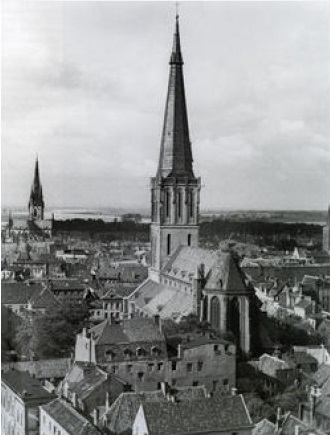
Fotografie der Mathenakirche

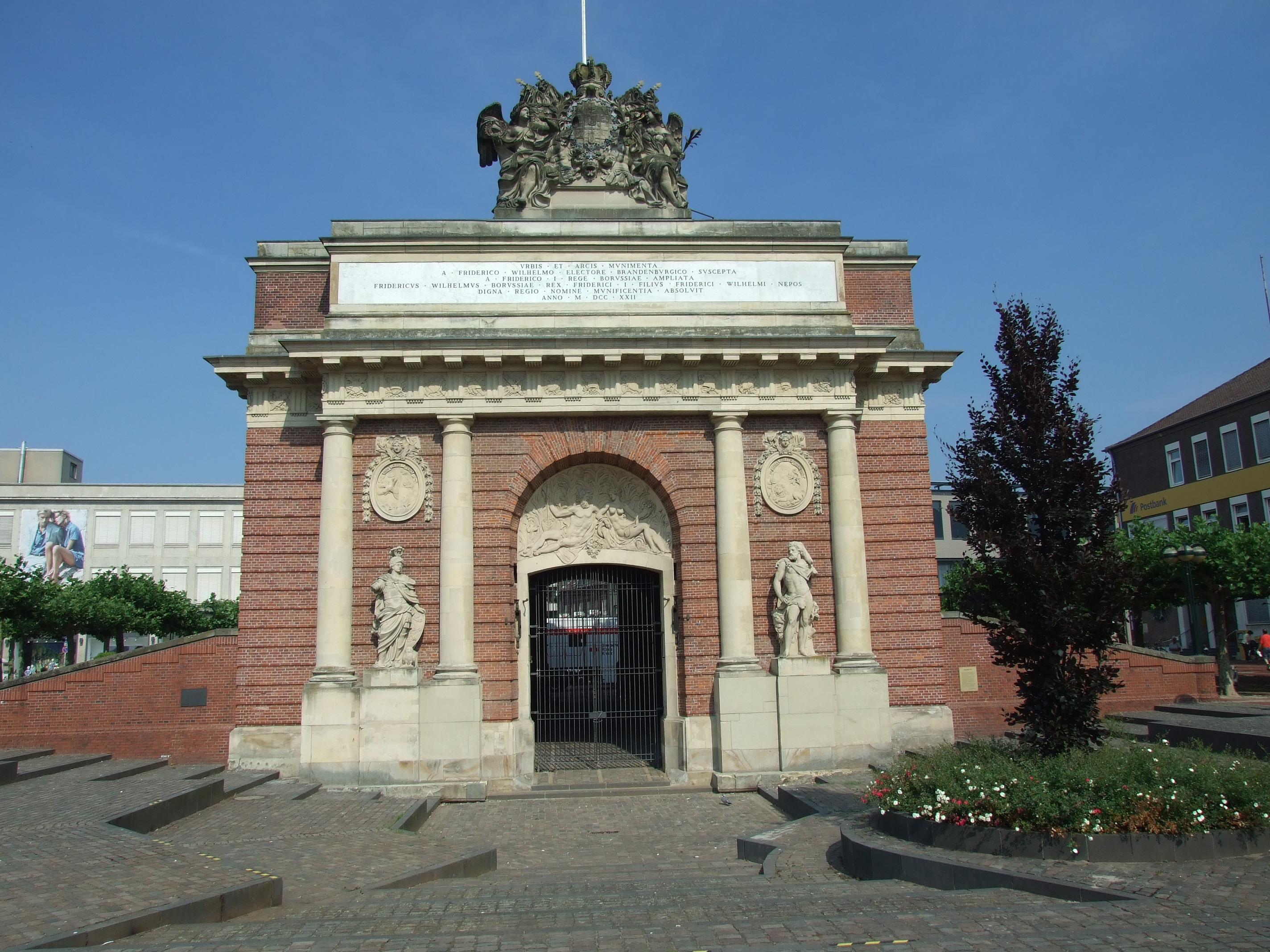
Das Berliner Tor in Blickrichtung Westen (2010)

## Namensherkunft
Der Name Mathena ist mindestens seit 1348 belegt. Ursprünglich bezeichnete er das vor dem Viehtor gelegene Wiesenland und hat wohl die Bedeutung „Wiesenaue“. Später übertrug sich diese Landschaftsbezeichnung auf die dort entstandene Vorstadt.

## Geschichte
1352 wurden vor dem Viehtor zwei kleine Kapellen erbaut, die dem Heiligen Nikolaus und dem Heiligen Antonius geweiht waren. Damit begann auf dem bisherigen Wiesengelände die Entstehung der Vorstadt. Nach der Erhebung zur Hansestadt im Jahr 1407 kam es in den folgenden Jahrzehnten zu einem Anwachsen der Stadt, das zur verstärkten Besiedlung der Mathena führte. 1420 bekam die Vorstadt einen eigenen Friedhof. 1429 wurde die Nikolauskapelle durch die Prämonstratenserinnen des bei Wesel gelegenen Klosters Oberndorf zur Filialkirche von St. Willibrord erhoben und ab 1440 zur spätgotischen Mathenakirche ausgebaut. Etwa zur selben Zeit entstand in der Vorstadt zudem das Schwesternhaus Mariengarten. Die Mathena wurde zur größten Vorstadt außerhalb der Altstadtmauern und die einzige Vorstadt, die eine eigene Ummauerung erhielt. 1434 begann die Befestigung der Mathena und umschloss eine etwa ebenso große Fläche wie in der Altstadt. Die Befestigung bestand wie um die Altstadt herum aus einer Mauer, Gräben, Wällen und einer Palisade. Die Altstadtmauer trennte weiterhin Altstadt und Vorstadt. Trotz der Trennung vom ursprünglichen Stadtkern gab es in der Mathena beliebte Wohngegenden. Um 1496 ließ sich dort der bekannte und angesehene Maler Derick Baegert für seine letzte Lebensphase nieder.
Die Mathenakirche, die das Patrozinium St. Nikolaus und Antonius führte, wurde ab 1540 ebenso wie St. Willibrord zu einer evangelischen Kirche. Im ehemaligen Gebäude des Schwesternhauses Mariengarten befand sich von 1612 bis 1912 das städtische Jungengymnasium, das heutige Konrad-Duden-Gymnasium Wesel. In den 1680er Jahren begann der Ausbau der Stadt zur Festung Wesel, was zur Folge hatte, dass die Stadt in ihrer Ausdehnung auf die Altstadt und die Mathena-Vorstadt beschränkt blieb. Wesel wurde von engen Festungsmauern umgeben und das davor liegende Gelände durfte nicht bebaut werden. Eine Folge davon war, dass die Stadt zur Festungszeit eine sehr hohe Bebauungsdichte aufwies. Ein erhaltener Teil der Festungsanlagen ist das zwischen 1718 und 1722 im Osten der Mathena erbaute Berliner Tor. Die Mauer zwischen der Altstadt und der Vorstadt wurde dagegen etwa mit dem Beginn des Ausbaus zur Festung abgerissen, um 1740 wurde auch das Viehtor als einstiger Durchgang zwischen den beiden Stadtteilen beseitigt. In der Folge verwuchsen Altstadt und Vorstadt baulich miteinander.
Um 1890 wurde der Prozess der Entfestigung eingeleitet, durch den sich die Stadt räumlich weiter ausdehnen konnte. Binnen weniger Jahre wurde das bislang freie Gelände östlich der Mathena zwischen dem Berliner Tor und dem bereits bestehenden Weseler Bahnhof bebaut. Auch im Norden und Süden entstanden weitere Viertel, sodass die heutige Innenstadt teils über die historische Ausdehnung von Altstadt und Mathena-Vorstadt hinausgeht. Die Mathenakirche wurde 1945 im Zweiten Weltkrieg zerstört und an ihrer Stelle entstand in den frühen 1950er Jahren das erste Nachkriegs-Rathaus. 1973 wurde es durch ein großes Kaufhaus ersetzt und die Stadtverwaltung bezog ein Gebäude in der Nähe des Kornmarkts. Die Hohe Straße als einstige Hauptachse der Mathena-Vorstadt hat sich bereits im 19. Jahrhundert als Geschäftsstraße etabliert und hat heute als Teil der innerstädtischen Fußgängerzone immer noch diese Funktion.